# Юстус Данкертс
Юстус Данкертс (нід. Justus Danckerts) (1635  — 1701 ) — голландський гравер та картограф. Довгий час працював в Амстердамі.

## Карти України

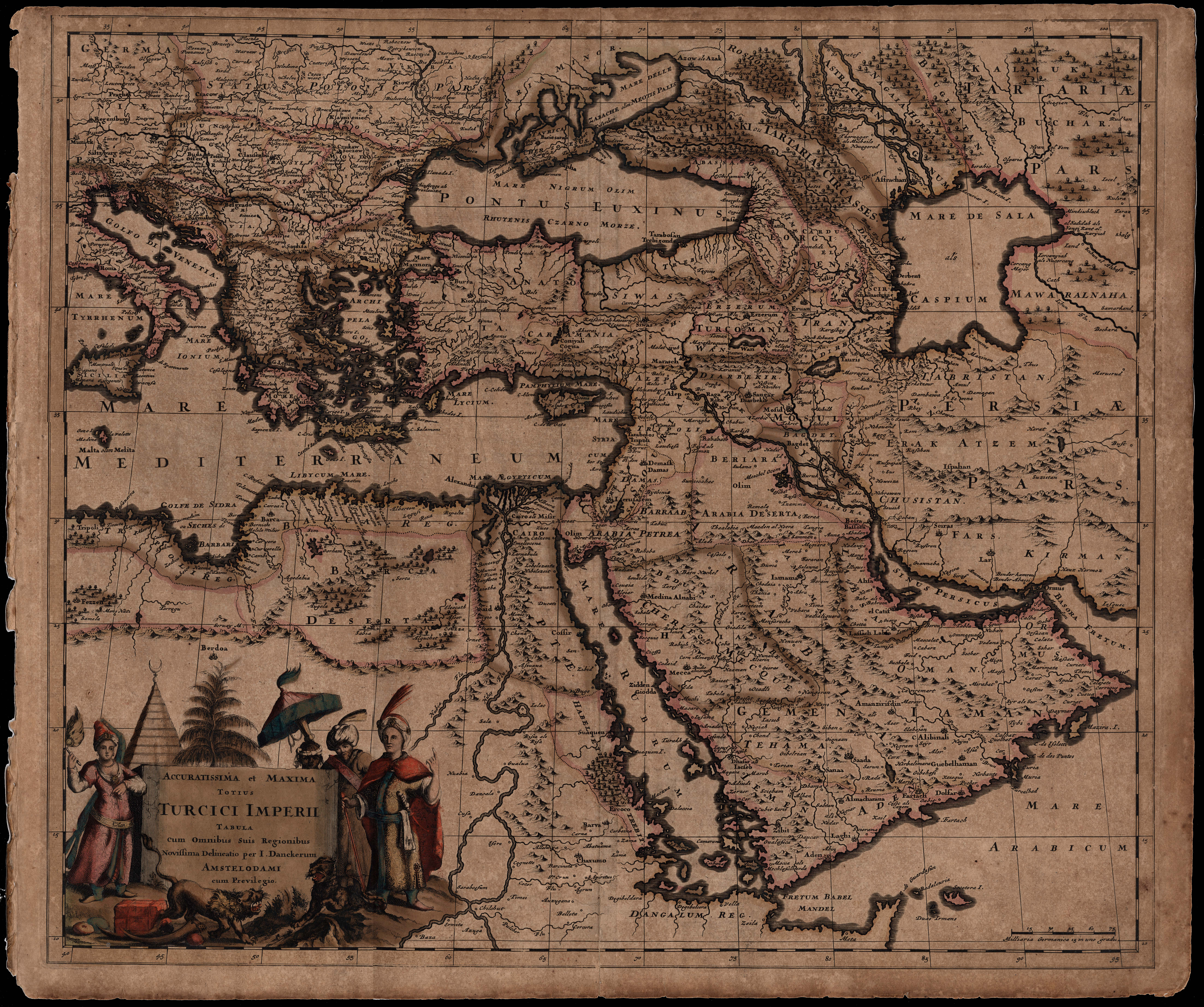
Мапа — «Accuratissima et maxima totius Turcici Imperii tabula cum omnibus suis regionibus novissima delineatio» (Акуратна і максимально повна карта Турецької імперії)

1680 р. мапа — «NOVISSIMA ET ACCURATISSIMA TOTIUS RUSSIÆ VULGO MOSCOVITE TABULA AIUSTO DANCKERTS» (Новітня докладна карта всієї Росії, яку по-народному називають Московією, Юстуса Данкертса). Видавець: Ніколас Вісшер II (Nicolaes Visscher II). Масштаб бл. 1:5 000 000, мова латинська. Як окрема адміністративно-територіальна одиниця виділена Окраїна (Ograina), що простягається від східної межі Воротинського князівства (Duc. Worotin) на північний схід і межує з Малою Тартарією (Tartaria Minor), Рязанським князівством (Duc. Rezemiz) та незаселеними землями (Pole).
1680 р. мапа — «Accuratissima et maxima totius Turcici Imperii tabula cum omnibus suis regionibus novissima delineatio» (Акуратна і максимально повна карта Турецької імперії). Українські землі представлені Україною (Vkrania) та Поділлям (Podolia). Напис Vkrania охоплює Правобережжя та Лівобережжя.
1692 р. мапа — «Regni Poloniae et Ducatus Lithuaniae, Voliniae, Podoliae, Ucraniae, Prussiae et Curlandiae descriptio emendata per I. Danckerts» (Карта Речі Посполитої, князівства Литовського, Волині, Поділля, України, Прусії та Курляндії). Карта складена на основі мапи 1675 р. Фредеріка де Віта «Regni Poloniae et Ducatus Lithuaniae Voliniae Podoliae Vcraniae Prussiae Livoniae, et Curlandiae» (Карта Речі Посполитої, князівства Литовського, Волині, Поділля, України, Прусії, Лівонії та Курляндії). Формат карти — 48, 4 × 58,3; масштаб біля 1:2 350 000.

## Основні публікації
- Nova totus terrarum orbis tabula ex officina Iusti Danckerts, Amsterdam. 1680.
- Accuratissima Regnorum Sueciae, Daniae et Norvegiae Tabula. Danckerts, Amsterdam ca. 1700. digital
- Accuratissima Totius Regni Hispaniae Tabula. Danckerts, Amsterdam ca. 1700. digital
- Novissima et accuratissima XVII provinciarum Germaniæ inferioris tabula. Danckerts, Amsterdam ca. 1700. digital
- Novissima Regnorum Portugalliae et Algarbia Descriptio. Danckerts, Amsterdam ca. 1700. digital